# 7451 Verbitskaya
7451 Verbitskaya este un asteroid din centura principală de asteroizi.

## Descriere
7451 Verbitskaya este un asteroid din centura principală de asteroizi. A fost descoperit pe 8 august 1978 la Observatorul de Astrofizică din Crimeea de Nikolai Cernîh. Asteroidul prezintă o orbită caracterizată de o semiaxă mare de 2,81 ua, o excentricitate de 0,17 și o înclinație de 10,3° în raport cu ecliptica.